# Prelest

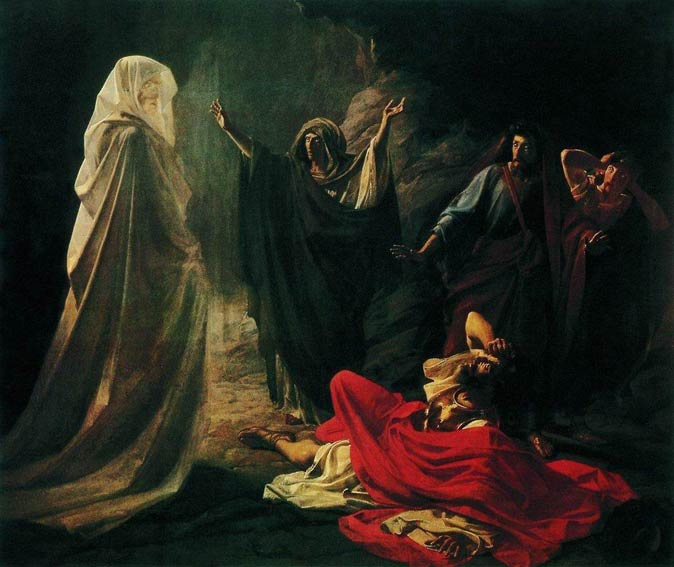
La bruja de Endor, por Nikolai Ge.

Prelest (en ruso: прелесть, "autoengaño";  griego: πλάνη - plani, "opinión errada") es un término lengua, propio de la teología de la Iglesia Ortodoxa, describiendo una ilusión espiritual originada, últimamente, del orgullo.
Estrictamente hablando, cualquier error humano puede ser el comienzo de la prelest. En consonancia con San Ignácio (Brianchaninov), un obispo ruso que escribió extensamente sobre la prelest, mucho de esto compilado en el libro Sobre la Prelest (en ruso:  О прелести), el comienzo de la auto-ilusión y de las ilusiones demoníacas son los falsos pensamientos. El concepto de prelest es muy importante en la espiritualidad ortodoxa y muchos Padres de la Iglesia, tanto antiguos cuánto modernos, escribieron extensamente sobre ilusiones espirituales, como identificarlas y como vencerlas.

## Formas deprelest

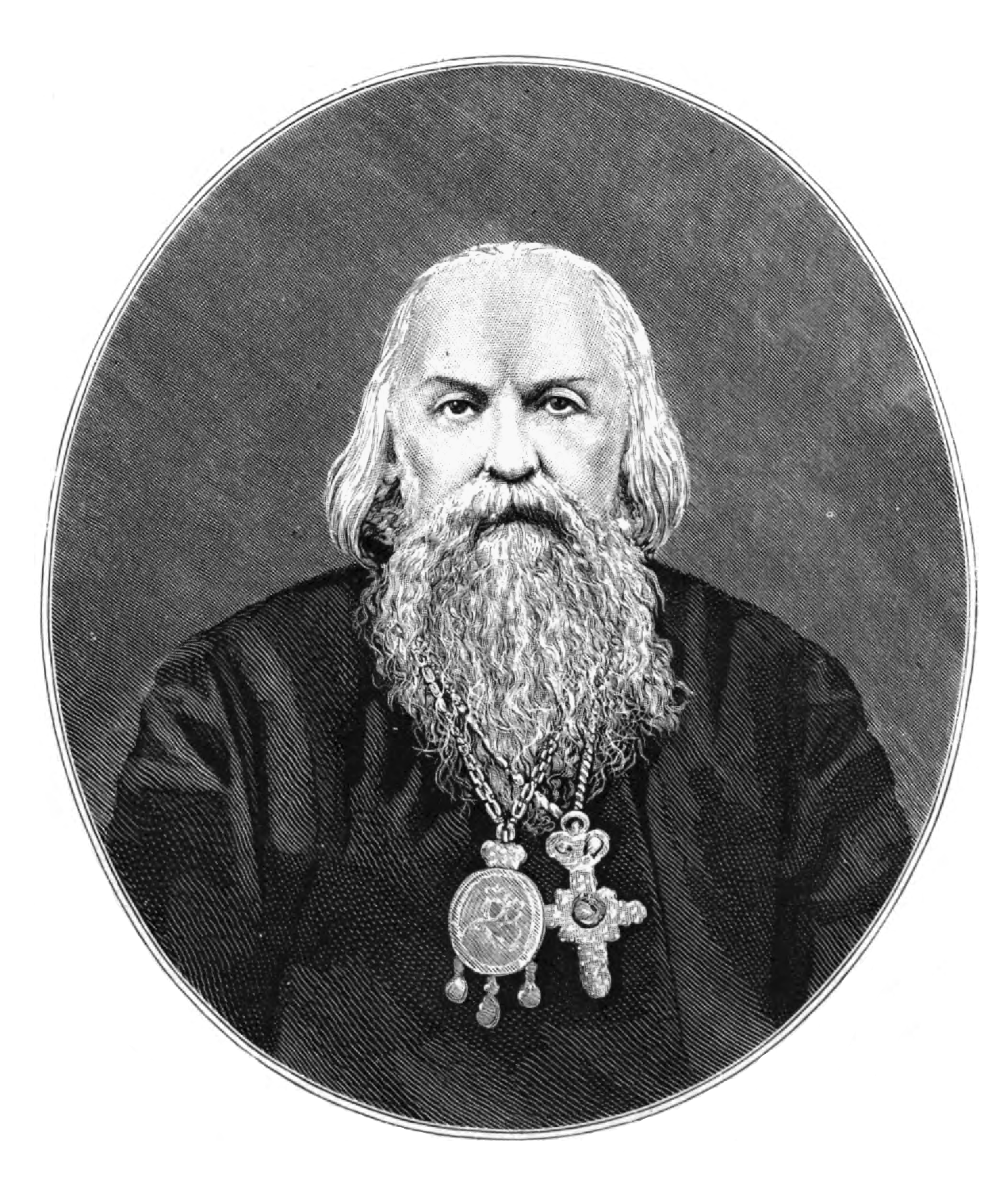
San Ignácio (Brianchaninov), que discurrió extensamente sobre el fenómeno de la prelest.

San Ignácio (Brianchaninov) escribió sobre dos tipos de ilusiones espirituales relacionadas con la vida orante:
1. Imaginación – El orante imagina dentro o fuera de sí algo que no existe. Este tipo de ilusión incluye formas equivocadas de orarse resultando en alucinaciones mezcladas con visiones reales originadas de demonios.
2. Autoengaño – El orante atribuye a sí una dignidad que no tiene ante Dios.

San Gregório de Sinai también escribió sobre diversas formas de ilusiones espirituales:
1. visiones ilusorias e imágenes mentales y fantasías, causadas por arrogancia y auto-fascinación
2. influencia diabólica, teniendo origen en la libertinaje, que por su parte tiene origen en deseos naturales
3. desarranjo mental, como resultado de los dos tipos anteriores

Entre otras formas de prelest extensamente descritas por la Patrística ortodoxa están:
- Visiones falsas, resultadas de una mente que no fue renovada por el Espíritu Santo. El Anciano Cleopas (Ilie) enumere siete formas de caerse en visiones falsas: orgullo, vanidad, una mente inexperta, celo imprudente, desobediencia, seguir el propio deseo omitiendo pensamientos en la confesión, y no conocer suficientemente a sí mismo y a la Biblia.
- Auto-fascinación exacerbada;
- Falsos carismas auxiliados por demonios. Se incluyen supuestos dones de cura, profecía, clarividencia, oración incesante y poder sobre los demonios. En este contexto, "falso" indica que no es de origen divino.
- Confianza en los sueños, forma de prelest ya advertida en la Escritura.
- Displicencia, enflaqueciendo lo celo;
- Pasión por la enseñanza, como advertido en la Epístola de Tiago: "Mis hermanos, muchos de vosotros no sean maestros, sabiendo que recibiremos más duro juicio."

## Ejemplos

### En la Biblia

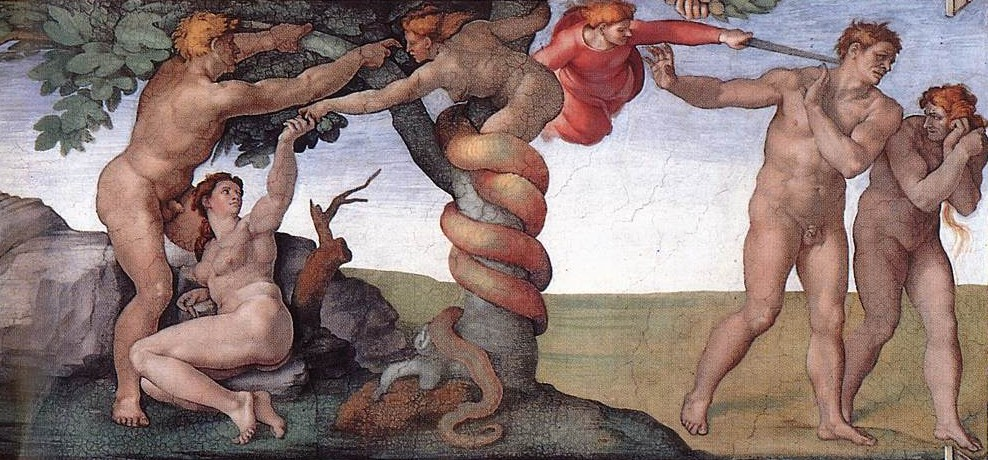
La caída del hombre, representada en la Capela Sistina.

Según la tradición judaico-cristiana, la primera ilusión espiritual de la humanidad fue la desobediencia a Dios en el Éden, llevando a la caída del hombre. En el tercer capítulo del Libro de Génesis, es descrito como Satanás engañó la Adán y Eva con el pensamiento orgulloso de ser como Dios, llevándolos a comer el fruto prohibido: "Ciertamente no moriréis. Porque Dios sabe que el día en que de él comáis se abrirán vuestros ojos, y seréis como Dios, sabiendo el bien y el mal." En el Grande Canon de San André de Creta, se pide el perdón por las ilusiones aludiéndose a este momento:"Me revestí del falso esplendor con que la Serpiente me hube envuelto: seguí su consejo y la vergüenza tomó cuenta de mí."
En el primer Libro de Samuel, el Rey Saul consulta la Bruja de Endor, que lo hace creer estar hablando con el fallecido Profeta Samuel. Aunque parte de la Patrística haya argumentado que la mujer había iludido Saul con un truco de ventriloquismo, en consistencia con la traducción de la Septuaginta de que sería una la mujer sería una ventríloqua, este momento es frecuentemente entendido por la Iglesia Ortodoxa como comunicacional con un demonio. Esta ilusión espiritual sería entendida por los israelíes como catalizadora de la derrota del Rey, lo que se verifica por la expulsión de los necromantes del reino subsequente.
En Eclesiástico, es aconsejado que el hombre no se atente a los sueños, lo que será repetido por los Padres de la Iglesia en asesoramiento contra las ilusiones espirituales.
El Nuevo Testamento frecuentemente advierte contra los falsos profetas, lo que dialoga con la idea de prelest. El Apóstol Paulo advierte contra visiones ilusorias en la Segunda Epístola a los Corintios, y San Ignácio interpreta como un aviso contra la prelest en las siguientes palabras de la Primera Epístola la Timoteo: "O Timoteo, guardia el depósito que te fue confiado, teniendo horror a los clamores vanos y profanos y a las oposiciones de la falsamente llamada ciencia".
Los falsos milagros también son una especie de prelest, y estos se evidencian en mucho de la Biblia, como en la historia de Balán. El Nuevo Testamento advierte que el Anticristo podrá ejecutar milagros.

### En la hagiografía  ortodoxa
La hagiografía de la Iglesia Ortodoxa registra diversas historias en que sus santos habrían sufrido, o por lo menos sido intentados, por ilusiones espirituales demoníacas.
Simeón  Estilita, el Antiguo, fue iludido por demonios que lo mostraron una carruaje para llevarlo a los cielos como fue llevado el Profeta Elias. Simeón  intentó entrar en ella, pero, al hacer la señal de la cruz, ella desapareció.
Pedro Athonita, el primer monje del Monte Athos, tuvo muchas falsas visiones tratando de asustarlo o engañarlo. Su primer año de reclusión, vio lo que parecía ser un niño que antes conocía, con el cual conversó. El supuesto niño habría intentado convencer el santo a volver para casa, al que este replicó que sólo escucharía a la Madre de Dios. Con la pronuncia de este nombre, el demonio desapareció. Siete años después, un demonio apareció en el frente de Pedro en la forma de un ángel de luz. El santo se rechazó, y, al pronunciar los nombres de la Madre de Dios y de San Nicolas, el ángel desapareció.
San Silvano de Monte Athos, en consonancia con su biografía escrita por el Archimandrita Sofronio estuvo en prelest dos veces. En una de ellas, aceptó una falsa visión, lo que percibió con oraciones y humildad.
Cuando Paisios de Monte Athos vivía en el Monasterio de Stomio, en Epiro, tuvo una visión en que "el techo abrió y vislumbraba un pilar de luz hasta los cielos, con un joven parecido a Cristo". Cuando el anciano expresó su indignidad en ver Cristo, el hombre desapareció. En otro momento de su vida, viviendo en el Monasterio de Santa Catalina, el santo tuvo que salir la noche. Como no conseguía encender su luz, una luz brilló de una de las piedras. San Paísios percibió que esta luz era de naturaleza demoníaca y volvió para el monasterio.

### En otras religiones
En consonancia con San Ignácio (Brianchaninov), muchos de los grandes santos de la Iglesia católica posteriores al que la Ortodoxia entiende como su apostasía tendrían estado en prelest, lo que él demuestra comparando las experiencias de Francisco de Assis, Ignácio de Loyola y Tomás de Kempis con la de los santos de los primeros siglos.
Analizando los enseñanzas de Ignácio de Loyola, el profesor Alexei Osipov, de la Academia Eslavo-Greco-Latina, ha esbozado en su apoyo diferencias percibidas entre los conceptos ortodoxos y católicos de espiritualidad, humildad y arrepentimiento.  Osipov aún enumera tres manifestaciones de prelest en el misticismo católico: un exceso en la comprensión de la compasión de Cristo; un relaciones románticas con Dios y devaneo de imaginación.
Algunos religiosos modernos, como San Paísios de Monte Athos y Padre Serafim de Platina, esbozaron las ilusiones espirituales en las religiones modernas. Este primero habló sobre los peligros de las experiencias espirituales pentecostales en su compilación póstuma de consejos espirituales, mientras el segundo dedicó gran parte de su libro Orthodoxy and the Religion of the Future a discutir la prelest entre pentecostales, dhármicos y mismo ufólogos.